# Doorbraak (schaken)
Doorbraak is een term uit het schaakspel. Het duidt op het binnendringen van een goed verdedigde stelling, vaak door middel van een offer.
| 8 |                           |    |    |   |    |   |   |   |
| 7 | pd                        | pd | pd |   |    |   |   |   |
| 6 |                           |    |    |   |    |   |   |   |
| 5 | pl                        | pl | pl |   |    |   |   |   |
| 4 |                           |    |    |   | kd |   |   |   |
| 3 |                           |    |    |   |    |   |   |   |
| 2 |                           |    |    |   |    |   |   |   |
| 1 |                           |    |    |   | kl |   |   |   |
|   | a                         | b  | c  | d | e  | f | g | h |
|   | wit forceert de doorbraak |    |    |   |    |   |   |   |

De witspeler staat ogenschijnlijk verloren. De zwarte koning kan de drie witte pionnen stuk voor stuk van het bord slaan. Er zijn echter mogelijkheden voor wit.
De witspeler forceert een doorbraak, hij speelt 1. b6! Zwart moet de b-pion wel slaan anders volgt promotie, hij speelt dus 1... cxb6. Nu speelt wit 2. a6! Zwart moet ook deze pion slaan, anders volgt eveneens promotie: 2... bxa6. Nu volgt 3. c6, de zwarte koning staat buiten het vierkant en kan niet verhinderen dat de witte pion op c8 tot dame promoveert.
Als zwart na de zet b6 van wit niet met de c-pion maar met de a-pion slaat, speelt wit c6 en loopt daarna met de a-pion door.
Deze doorbraak is mogelijk doordat de witte pionnen dichter bij hun promotieveld staan dan de zwarte en doordat de koning te ver weg staat om in te kunnen grijpen.